# The Game (Album)
The Game ist das 1980 erschienene achte Studioalbum der britischen Rockgruppe Queen. Mit Another One Bites the Dust und Crazy Little Thing Called Love enthält es zwei ihrer größten Single-Hits. The Game markiert den Höhepunkt von Queens kommerziellem Erfolg in den USA. Mit diesem Album begann die langjährige Zusammenarbeit mit dem Koproduzenten Mack.

## Entstehung und Veröffentlichung
Die Aufnahmen für The Game erstreckten sich über einen deutlich längeren Zeitraum als bei den vorangegangenen Alben. Sie fanden zwischen Juni 1979 und Mai 1980 erstmals in den Münchener Musicland Studios statt. Zum Zeitpunkt der Veröffentlichung der LP am 30. Juni waren bereits drei Vorab-Singles erschienen. Am selben Tag begann Queens insgesamt größte Nordamerika-Tournee, die Ende September 1980 mit drei aufeinander folgenden Konzerten im Madison Square Garden ihren Abschluss fand.
Charakteristisch für den Sound des Albums ist die sparsame Instrumentierung. Mehr als bei anderen Werken von Queen steht die Rhythmusgruppe – also Taylors Schlagzeug und vor allem Deacons Bass – im Vordergrund. Zum ersten Mal ist ein Synthesizer zu hören, worauf die kurzen Liner Notes ausdrücklich hinweisen: „This album includes the first appearance of a Synthesizer (an Oberheim OBX) on a Queen album“. Laut Brian May ging die Initiative zur Verwendung dieses lange Zeit von der Band verschmähten Instruments von Taylor aus. Auf diesem Album wurde der Synthesizer noch relativ zurückhaltend verwendet, beispielsweise in den Tracks Save Me, Sail Away Sweet Sister und Rock It. 
Bei den Aufnahmen arbeitete die Band erstmals mit dem deutschen Toningenieur Mack zusammen, der als Koproduzent wesentlich zum Sound des Albums beitrug und Queen neue Aufnahmetechniken nahebrachte, was unter anderem im Schlagzeug-Loop von Another One Bites the Dust zum Ausdruck kommt. Mit der Beschreibung „weniger ist mehr“ charakterisierte Mack eine der grundsätzlichen Zielrichtungen bei den Aufnahmen.
Beim Schreiben des Stücks Dragon Attack, dessen Urfassung dem Gitarristen May während eines gemeinsamen Besuchs der Münchner Rockdiskothek Sugar Shack als Geistesblitz in den Sinn kam und noch in derselben Nacht im Tonstudio aufgenommen wurde, widmete May darin dem Tontechniker Reinhold Mack die Songzeile „It's got to be Mack / Gonna get me on the track“. Außerdem bezieht sich die Zeile „Take me back to the Shack“ auf die erwähnte ehemalige Münchner Diskothek Sugar Shack, weshalb das englische Wort shack (Hütte oder Schuppen) im Songtext als Eigenname großzuschreiben ist, das jedoch häufig aufgrund von Unwissenheit kleingeschrieben wird. Von den Sounds und Songs, die damals in der Diskothek Sugar Shack über die Anlage liefen, ließen sich die Bandmitglieder von Queen zu eigenen Kompositionen anregen.
Im Unterschied zu den vorangegangenen LPs sollte das achte Studioalbum nach einem der darauf enthaltenen Stücke benannt werden. Es gab den Vorschlag, dieses Album – wie den als Single vorab ausgekoppelten Opener – Play the Game zu nennen. Allerdings äußerte Taylor Bedenken, weil dieser Ausdruck implizit auch bedeutet, mit dem Establishment konform zu gehen – wofür Taylor wenig Sympathie übrig hatte. Also erhielt das Album den verkürzten Titel „The Game“.
Das Schwarzweiß-Foto des silberfarbenen Albumcovers zeigt die vor Taylors Schlagzeug stehenden, Lederjacken tragenden Bandmitglieder. Das Bild entstand im September 1979 im Rahmen der Aufzeichnung des Videoclips für die erste Singleauskopplung Crazy Little Thing Called Love, auf deren Cover das gleiche Foto in Farbe wiedergegeben ist. Für die späteren CD-Ausgaben von The Game verwendeten die Plattenfirmen teilweise ein anderes Bild aus derselben Foto-Session, das den Schriftzug auf Deacons T-Shirt („Bike It“) sichtbar macht. 
Von Queen stammt das Coverkonzept des Albums; das Design gestaltete die Amsterdamer Agentur Cream. Die Fotografien des Frontcovers und der vier Einzelporträts auf der LP-Innenhülle nahmen Peter Hince und Christopher Hopper auf. Während der Entstehungszeit dieses Albums änderte Freddie Mercury sein Erscheinungsbild: Das Cover der einen Monat vor The Game veröffentlichten Single Play the Game zeigt erstmals – ebenso wie die Porträtaufnahme auf der Albuminnenhülle – Mercurys in den achtziger Jahren charakteristischen Schnurrbart.
2003 erschien eine im Surround-Sound 5.1 gemixte Fassung des Albums als DVD-Audio. Da nicht mehr sämtliche beim ursprünglichen Mix des Stücks Coming Soon verwendeten Multi-Track-Tonbänder verfügbar waren, sind in der Surround-Version einige von der originalen Veröffentlichung abweichende Gesangsaufnahmen zu hören.

## Titelliste
Seite 1:
1. Play the Game (Mercury) – 3:31
2. Dragon Attack (May) – 4:19
3. Another One Bites the Dust (Deacon) – 3:38
4. Need Your Loving Tonight (Deacon) – 2:49
5. Crazy Little Thing Called Love (Mercury/1979) – 2:43

Seite 2:
1. Rock It (Prime Jive) (Taylor) – 4:33
2. Don’t Try Suicide (Mercury) – 3:53
3. Sail Away Sweet Sister [To the sister I never had] (May) – 3:33
4. Coming Soon (Taylor) – 2:51
5. Save Me (May) – 3:49

Die Songs Crazy Little Thing Called Love, Sail Away Sweet Sister, Coming Soon und Save Me wurden von Juni bis Juli 1979 aufgenommen, die weiteren Titel zwischen Februar und Mai 1980. Mit einer Gesamtspielzeit von weniger als 36 Minuten ist The Game, abgesehen vom bald danach veröffentlichten Soundtrack Flash Gordon, das kürzeste Album von Queen. Als B-Seite der Single Play the Game erschien der von Roger Taylor geschriebene und gesungene Titel A Human Body.
Crazy Little Thing Called Love schrieb Mercury eigenen Angaben zufolge innerhalb weniger Minuten in der Badewanne eines Münchener Hotels. Another One Bites the Dust war ursprünglich nicht als Single geplant, sondern wurde häufig von Radio-DJs aus dem Album ausgewählt und auf diese Weise in den USA zum Nummer-eins-Hit.
Auf dem Album selbst sind keinerlei Angaben über Besetzungsdetails enthalten. Der Leadgesang in Rock It sowie in Coming Soon stammt von Mercury und Taylor; Sail Away Sweet Sister wurde von May und Mercury gesungen. Produzent des Albums ist Queen; koproduziert und aufgenommen wurde es von Mack.

## Equipment
Zusätzlich zu den Instrumenten der Musiker sind ihre Hersteller angegeben:
- Synthesizer: Oberheim OBX
- E-Gitarre: Red Special, Fender Telecaster
- Klavier: Bösendorfer
- Akustische Gitarre: Martin Guitar

## Singleauskopplungen
Crazy Little Thing Called Love und Another One Bites the Dust belegten als einzige Queen-Singles (jeweils für mehrere Wochen) Platz eins der US-amerikanischen Charts. Another One Bites the Dust zählt in den Vereinigten Staaten zu den meistverkauften Singles überhaupt und erhielt mehrfache Platinauszeichnungen. Neben den in der folgenden Tabelle angeführten Ländern erreichte dieser Song auch in Argentinien, Guatemala, Mexiko und Spanien Plaz eins der jeweiligen Single-Charts.
In der von Billboard im Jahr 2008 veröffentlichten Liste der in den Vereinigten Staaten insgesamt bestplatzierten Singles der letzten 50 Jahre befindet sich Queens Another One Bites the Dust auf Rang 34.
Singles in den Charts

| Jahr | Titel                          | Höchstplatzierung, Gesamtwochen/‑monate, AuszeichnungChartplatzierungen (Jahr, Titel, , Platzierungen, Wochen/Monate, Auszeichnungen, Anmerkungen) | Höchstplatzierung, Gesamtwochen/‑monate, AuszeichnungChartplatzierungen (Jahr, Titel, , Platzierungen, Wochen/Monate, Auszeichnungen, Anmerkungen) | Höchstplatzierung, Gesamtwochen/‑monate, AuszeichnungChartplatzierungen (Jahr, Titel, , Platzierungen, Wochen/Monate, Auszeichnungen, Anmerkungen) | Höchstplatzierung, Gesamtwochen/‑monate, AuszeichnungChartplatzierungen (Jahr, Titel, , Platzierungen, Wochen/Monate, Auszeichnungen, Anmerkungen) | Höchstplatzierung, Gesamtwochen/‑monate, AuszeichnungChartplatzierungen (Jahr, Titel, , Platzierungen, Wochen/Monate, Auszeichnungen, Anmerkungen) | Anmerkungen                                                  |
| Jahr | Titel                          | DE | AT | CH | UK | US | Anmerkungen                                                  |
| ---- | ------------------------------ | --- | --- | --- | --- | --- | ------------------------------------------------------------ |
| 1979 | Crazy Little Thing Called Love | DE13 (25 Wo.)DE | AT9 (2½ Mt.)AT | CH5 (8 Wo.)CH | UK2 Gold + Platin (Digital) · (14 Wo.)UK | US1 Gold · (22 Wo.)US | Erstveröffentlichung: 5. Oktober 1979 Verkäufe: + 2.620.000  |
| 1980 | Save Me                        | DE42 (8 Wo.)DE | — | — | UK11 (6 Wo.)UK | — | Erstveröffentlichung: 25. Januar 1980                        |
| 1980 | Play the Game                  | DE40 (15 Wo.)DE | — | CH8 (6 Wo.)CH | UK14 (8 Wo.)UK | US42 (9 Wo.)US | Erstveröffentlichung: 30. Mai 1980                           |
| 1980 | Another One Bites the Dust     | DE6 Platin · (25 Wo.)DE | AT6 (5 Mt.)AT | CH8 (9 Wo.)CH | UK7 ×3Dreifachplatin · (10 Wo.)UK | US1 ×5Platin + Fünffachplatin (Digital) · (31 Wo.)US                                                                                               | Erstveröffentlichung: 12. August 1980 Verkäufe: + 10.430.000 |
| 1980 | Need Your Loving Tonight       | — | — | — | — | US44 (11 Wo.)US | Erstveröffentlichung: 3. November 1980                       |

## Rezeption

### In den Medien
Record Mirror (Großbritannien), 1980: „This album is a straight kick into the goal [...], it’s like winning the men’s singles at Wimbledon. [...] This album isn’t exactly high camp Queen either. Gone, nearly forever, are those halcyon over the top days of fruit cake harmonies. Nowadays Queen have cut down considerably on such ploys, but there’s still enough left for their brandmark.“
Rolling Stone (USA), 1980: „[…] Queen have shifted their sights from heavy-metal flash to stripped-down rock & roll. Maybe they realized that they’d come to a dead end, that it was time to ditch the cold, bombastic eclecticism and overweening arrogance that made News of the World and Jazz so offensive. Or maybe they just figured it’d be good to try fresh terrain. Whatever the reasons, it’s nice to hear a Queen album with songs, not ‘anthems.’ […] Black leather jackets, echo chambers, funky handclaps, prominent bass lines and sparse instrumentation – these guys know how this music should sound and feel, but they can’t bend enough to get with it.“
Sounds (Großbritannien), 1980: „The many thousands of their faithful fans will declare ‘The Game’ to be just what they wanted […] but the journalists won’t even recognise its existence. ‘The Game’ is a colossal mountain of unmovable mediocrity. It is old and tired and bland and blinkered. It purrs with self-satisfaction.“
All Music Guide (USA): „[…] this album was the first time they made a glossy, unabashed pop album, one that was designed to sound exactly like its time. […] Gone are the bombastic orchestras of guitars and with them the charging, relentless rhythms that kept Queen grounded even at their grandest moments. […] it’s a grand, state-of-the-art circa 1980 pop album that still stands as one of the band’s most enjoyable records.“
Record Collector (Großbritannien), 2003, bezieht sich auf die DVD-Audio-Ausgabe: „[…] the album caught Queen as they turned into the monster chart-topping pop/rock act of Live Aid fame and […] it provided Queen with much-needed hit singles and a further dose of credibility. […] Oddly, unlike the stunning DVD-A version of A Night At The Opera, The Game sounds slightly thinner, with less bottom-end. […] The harmonies and instrumental interplay are breathtaking, however, […]. […] this is still infinitely better than the stereo CD.“

### Durch andere Musiker
Der US-amerikanische Musiker Grandmaster Flash verwendete in seiner 1981 erschienenen wegweisenden Hip-Hop-Single The Adventures of Grandmaster Flash on the Wheels of Steel Samples aus Another One Bites the Dust. Im selben Jahr veröffentlichte Weird Al Yankovic eine Parodie unter dem Titel Another One Rides the Bus auf seiner gleichnamigen EP; diese Version ist auch auf dem 1983 veröffentlichten Debütalbum „Weird Al“ Yankovic zu finden. Die von Hollywood Records 1991 neu herausgebrachte CD-Ausgabe von Queens Album The Game enthält als Bonus-Track einen von „R.A.K. and Jack Benson“ gestalteten Remix des Songs. 
Dieses Label veröffentlichte im folgenden Jahr auf seinem Promo-Sampler Freak Show einen weiteren „Alternative Mix“ von Another One Bites the Dust des kanadischen Musikers und Produzenten Dave ‚Rave‘ Ogilvie. Sowohl die 1996 von Captain Jack aus dem Compilation-Album Queen – Dance Traxx I ausgekoppelte Coverversion dieses Songs als auch der im Jahr 2006 unter dem Namen „Queen vs. The Miami Project“ erschienene Remix platzierten sich in einigen europäischen Ländern in den Single-Charts.
1998 erschien Wyclef Jeans Interpretation von Another One Bites the Dust, die auf Samples aus der Originalfassung basiert, auf dem Soundtrack des Films Small Soldiers. Die unter der Interpreten-Bezeichnung „Queen/Wyclef Jean featuring Pras & Free“ veröffentlichte Singleauskoppelung erreichte Rang 5 der britischen Charts und war somit um zwei Plätze höher platziert als Queens ursprüngliche Single. Diese Rap-Version ist auch auf der Queen-Compilation Greatest Hits III aus dem Jahr 1999 enthalten.
Der Gründer der US-amerikanischen Stoner-Rock-Band Eagles of Death Metal, Jesse „The Devil“ Hughes, meinte zu Another One Bites the Dust: „Queen are one of those unique bands that is made up of truly gifted musicians – the minds of composers. And being able to take all that ability and channel it and control it, is best evidenced and best exemplified with this song. […] Combined with a simple, driving drum beat that, I dare say, has not one single fill, and a non-alternating bass pattern. Simplicity in its purest form.“ Ed Kowalczyk, Sänger und Gitarrist der US-amerikanischen Alternative-Rock-Band Live, erinnerte sich zum selben Song: „It was one of the first songs I could play on guitar. And I have a distinct memory from the days of vinyl of a neighbour and I playing it backwards looking for messages. If you do that it definitely says: ‘It’s fun to smoke marijuana’.“
Zu den Interpreten, die Coverversionen von Crazy Little Thing Called Love aufnahmen, zählen beispielsweise The Chipmunks (1980, Album Chipmunk Punk), der US-amerikanische Country-Sänger Dwight Yoakam (1999, u. a. als Single veröffentlicht), der kanadische Interpret Michael Bublé (2003, Album Michael Bublé), die britische Popband McFly (2004, Single Room on the 3rd Floor) sowie Diana Ross feat. Brian May (2006, Album I Love You). Die englische Band Radiohead coverte diesen Song in den neunziger Jahren für MTV. Als Gastsänger der verbliebenen Queen-Mitglieder interpretierte Robert Plant diesen Titel im Jahr 1992 beim Freddie Mercury Tribute Concert.
Im Rahmen der von 1991 bis 1993 dauernden Tour Use Your Illusion von Guns n’ Roses sang Axl Rose teils einen Ausschnitt aus Sail Away Sweet Sister als Intro von Sweet Child o’ Mine. Die 2007 aus dem Album Want It als Single ausgekoppelte Coverversion von Save Me der Band SheSays erreichte die österreichischen Single-Charts.

## Kommerzieller Erfolg

### Chartplatzierungen
The Game avancierte zum Nummer-eins-Erfolg in den Niederlanden, den Vereinigten Staaten und dem Vereinigten Königreich. In den Vereinigten Staaten wurde es zum einzigen Nummer-eins-Album der Band. Darüber hinaus erreichte es Top-10-Platzierungen in Deutschland und Norwegen (je Rang 2), Österreich (Rang 5) und Schweden (Rang 7).
| ChartsChartplatzierungen       | Höchstplatzierung | Wochen/ Monate |
| ------------------------------ | ----------------- | -------------- |
| Deutschland (GfK)              | 2 (36 Wo.)        | 36 Wo.         |
| Österreich (Ö3)                | 5 (7.5 Mt.)       | 7.5 Mt.        |
| Vereinigte Staaten (Billboard) | 1 (43 Wo.)        | 43 Wo.         |
| Vereinigtes Königreich (OCC)   | 1 (18 Wo.)        | 18 Wo.         |

| ChartsJahrescharts (1980) | Platzierung |
| ------------------------- | ----------- |
| Deutschland (GfK)         | 28          |
| Österreich (Ö3)           | 15          |

### Auszeichnungen für Musikverkäufe
| Land/Region                  | Auszeichnungen für Musikverkäufe (Land/Region, Auszeichnung, Verkäufe) | Verkäufe  |
| ---------------------------- | ---------------------------------------------------------------------- | --------- |
| Argentinien (CAPIF)          | 2× Platin                                                              | 120.000   |
| Dänemark (IFPI)              | Platin                                                                 | 20.000    |
| Deutschland (BVMI)           | Gold                                                                   | 250.000   |
| Italien (FIMI)               | Platin                                                                 | 50.000    |
| Neuseeland (RMNZ)            | Gold                                                                   | 10.000    |
| Niederlande (NVPI)           | Platin                                                                 | 100.000   |
| Österreich (IFPI)            | Gold                                                                   | 25.000    |
| Polen (ZPAV)                 | Platin                                                                 | 20.000    |
| Spanien (Promusicae)         | Gold                                                                   | 50.000    |
| Vereinigte Staaten (RIAA)    | 4× Platin                                                              | 4.000.000 |
| Vereinigtes Königreich (BPI) | Gold                                                                   | 100.000   |
| Insgesamt                    | 5× Gold · 10× Platin ·                                                 | 4.745.000 |

Hauptartikel: Queen (Band)/Auszeichnungen für Musikverkäufe

## Outtakes
Das 1995 erschienene Queen-Album Made in Heaven beinhaltet bis dahin unveröffentlichte Aufnahmen, die aus den Sessions für das Album The Game stammen: In It’s a Beautiful Day verwendeten die drei verbliebenen Bandmitglieder den damals aufgenommenen Gesang von Freddie Mercury. Neben den beiden auf dem Album enthaltenen Versionen dieses Songs erschien (als zusätzlicher Track auf der Single Heaven for Everyone) ein Mix, der die beiden Albumfassungen von It’s a Beautiful Day zu einem einzigen Track kombiniert.
Das ebenfalls während der Aufnahmen für The Game entstandene instrumentale Jam-Session-Demo Sandbox wurde bei einem Treffen des Internationalen Queen-Fanklubs vorgestellt, ist bislang aber nicht offiziell erschienen. Gleichfalls unveröffentlicht blieb jene Aufnahme des Titels Play the Game, auf der auch der Gesang von Andy Gibb zu hören ist.
Einige der Ideen und Entwürfe, die Taylor in The Game nicht verwirklichen konnte, landeten schließlich 1981 auf seinem ersten Soloalbum Fun in Space.